# 청이 (1990년)
청이(중국어: 成毅, 병음: Chéng Yì, 한자음: 성의, 1990년 5월 17일 ~ )는 중국의 배우이다.

## 학력
- 중앙희극학원 (졸업)

## 출연작

### 드라마
- 2011년 장쑤 위성 텔레비전 행복극장 《미인천하》 - 풍소보 역
- 2013년 저장 위성 텔레비전 중국람극장 《왕의 여인》 - 시두 역
- 2014년 후난위성텔레비전 청춘일요일 《등소저》 - 동소엽의 남자친구 역
- 2016년 후난위성텔레비전 초급독파극장 《주선청운지》 - 임경우 역
- 2019년 텐센트 웹드라마 《도묘필기 2》 - 장기령 역
- 2020년 텐센트 웹드라마 《장안락》 - 소승후 역
- 2020년 유쿠 웹드라마 《유리미인살》 - 우사봉 역
- 2021년 후난위성텔레비전 금응독파극장 《이상조요중국》 - 관총귀 역
- 2021년 후난위성텔레비전 금응독파극장 《여군가》- 당 무종 역
- 2022년 유쿠 웹드라마 《남풍지아의》 - 부운심 역
- 2022년 유쿠 웹드라마 《침향여설》 - 응연 역
- 2022년 후난위성텔레비전 금응독파극장 《저선》 - 저우이안 역
- 2023년 아이치이 웹드라마 《연화루》 - 이연화 역